# Fontaine-Valmont
Fontaine-Valmont is een dorp in de Belgische provincie Henegouwen, en een deelgemeente van de Waalse gemeente Merbes-le-Château.
Fontaine-Valmont was een zelfstandige gemeente, tot die bij de gemeentelijke herindeling van 1977 toegevoegd werd aan de gemeente Merbes-le-Château. Het dorp is langs de Samber gesitueerd.

## Demografische ontwikkeling
- Bronnen:NIS, Opm:1831 tot en met 1970=volkstellingen, 1976= inwoneraantal op 31 december